# جيم والدمان
جيم والدمان (بالإنجليزية: Jim Waldman) هو سياسي أمريكي، ولد في 21 مارس 1958 في واشنطن العاصمة في الولايات المتحدة. حزبياً، نشط في الحزب الديمقراطي. وقد انتخب عضو مجلس نواب فلوريدا.